# Живецкий повет
Живецкий повят (пол. Powiat żywiecki) — повят (район) в Польше, входит как административная единица в Силезское воеводство. Центр повята — город Живец. Занимает площадь 1039,96 км². Население — 153 110 человек (на 30 июня 2015 года).

## Административное деление
- города: Живец
- городские гмины: Живец
- сельские гмины: Гмина Чернихув, Гмина Гилёвице, Гмина Елесня, Гмина Кошарава, Гмина Липова, Гмина Ленкавица, Гмина Лодыговице, Гмина Милювка, Гмина Радзеховы-Вепш, Гмина Райча, Гмина Слемень, Гмина Свинна, Гмина Уйсолы, Гмина Венгерска-Гурка

## Демография
Население повята дано на 30 июня 2015 года.
| Перепись            | Всего   | Мужчины | Женщины |
| ------------------- | ------- | ------- | ------- |
|                     | чел.    | чел.    | чел.    |
| Всего               | 153 110 | 74 846  | 78 264  |
| Городское население | 31 875  | 15 319  | 16 556  |
| Сельское население  | 121 235 | 59 527  | 61 708  |